# Bota (Jerez)

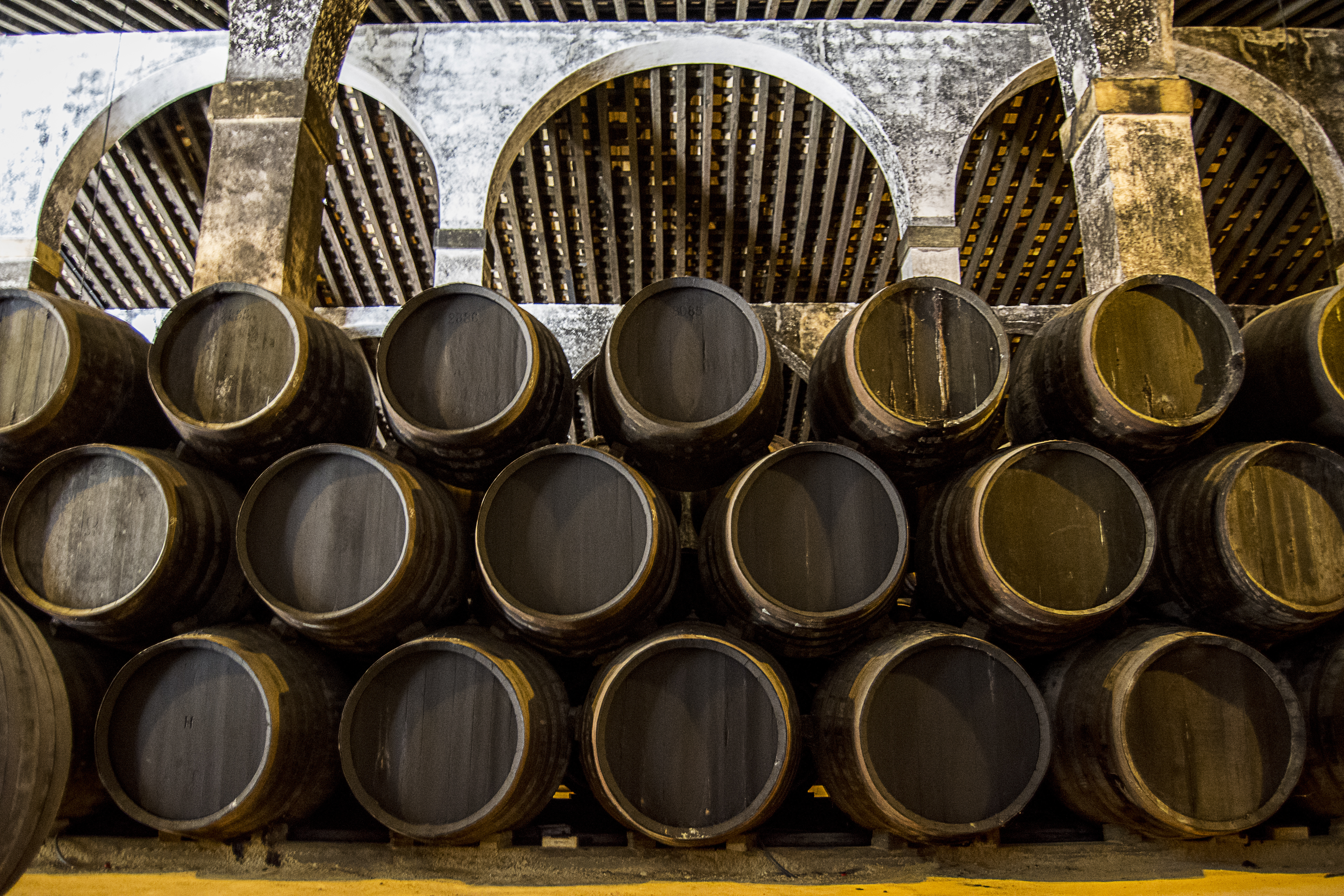
Botas de Jerez

En el Marco de Jerez, se conoce como bota a un barril o tonel de 500 litros fabricado en roble americano. Estas botas se usan para madurar el vino de Jerez, también llamado «Sherry» en los países anglosajones, de acuerdo a las normas del consejo regulador.

## Uso
Las botas sólo se llenan con 400 litros de vino. Los 100 litros de aire restantes sirven para que el velo de flor «respire» en las soleras de crianza biológica (fino y manzanilla) y para oxidar el vino en las soleras oxidativas (oloroso, palo cortado y dulces).

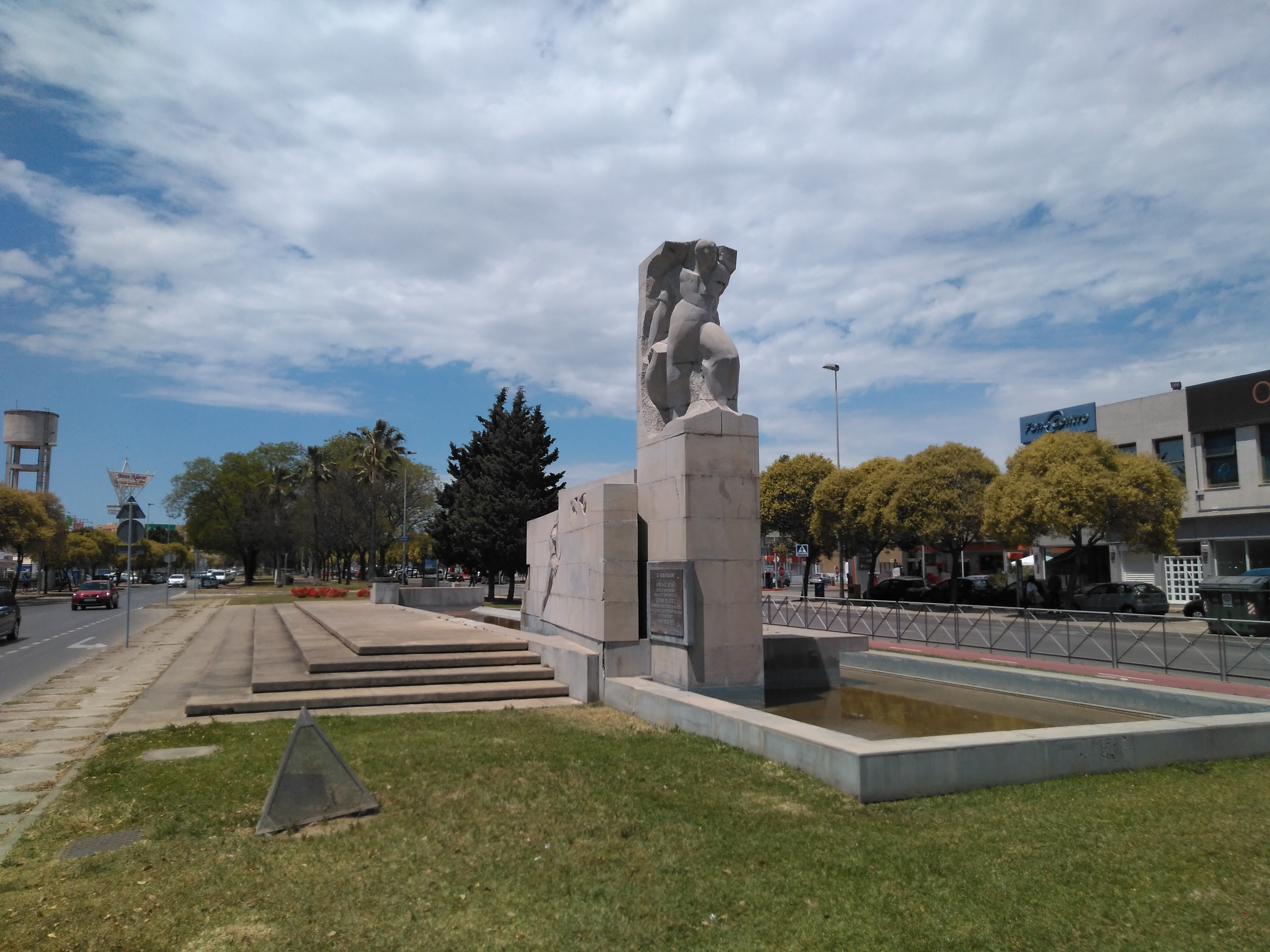
Monumento al arrumbador

Antiguamente, las botas en las que se exportaba el jerez a Inglaterra se vendían a productores de whisky de Escocia, que las utilizaban para envejecer el whisky ya que le añade una gran complejidad debido al jerez que tienen impregnado. Hoy en día todo el jerez sale ya embotellado y una vez que las botas dejan de tener uso, se siguen vendiendo y hay un mercado de «envinado» y exportación de botas desde Jerez a Escocia (donde se denominan "sherry cask") para envejecer los whiskies de mejor calidad.

## Galería

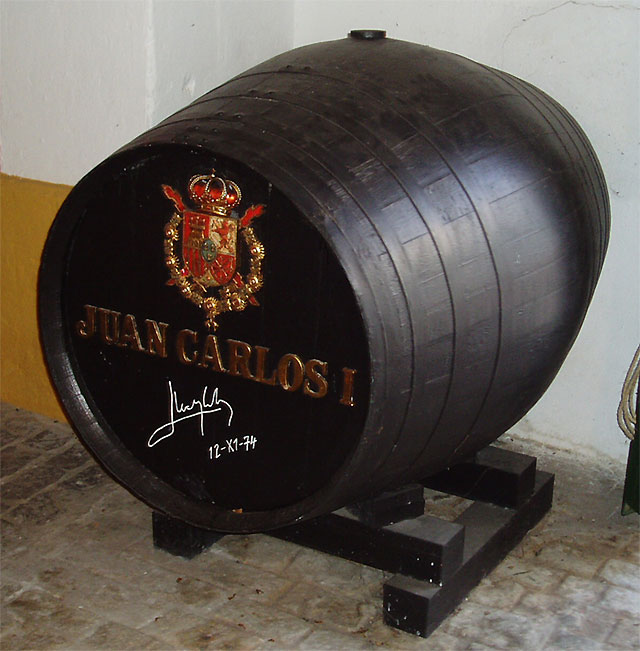
Bota firmada por el rey Juan Carlos I
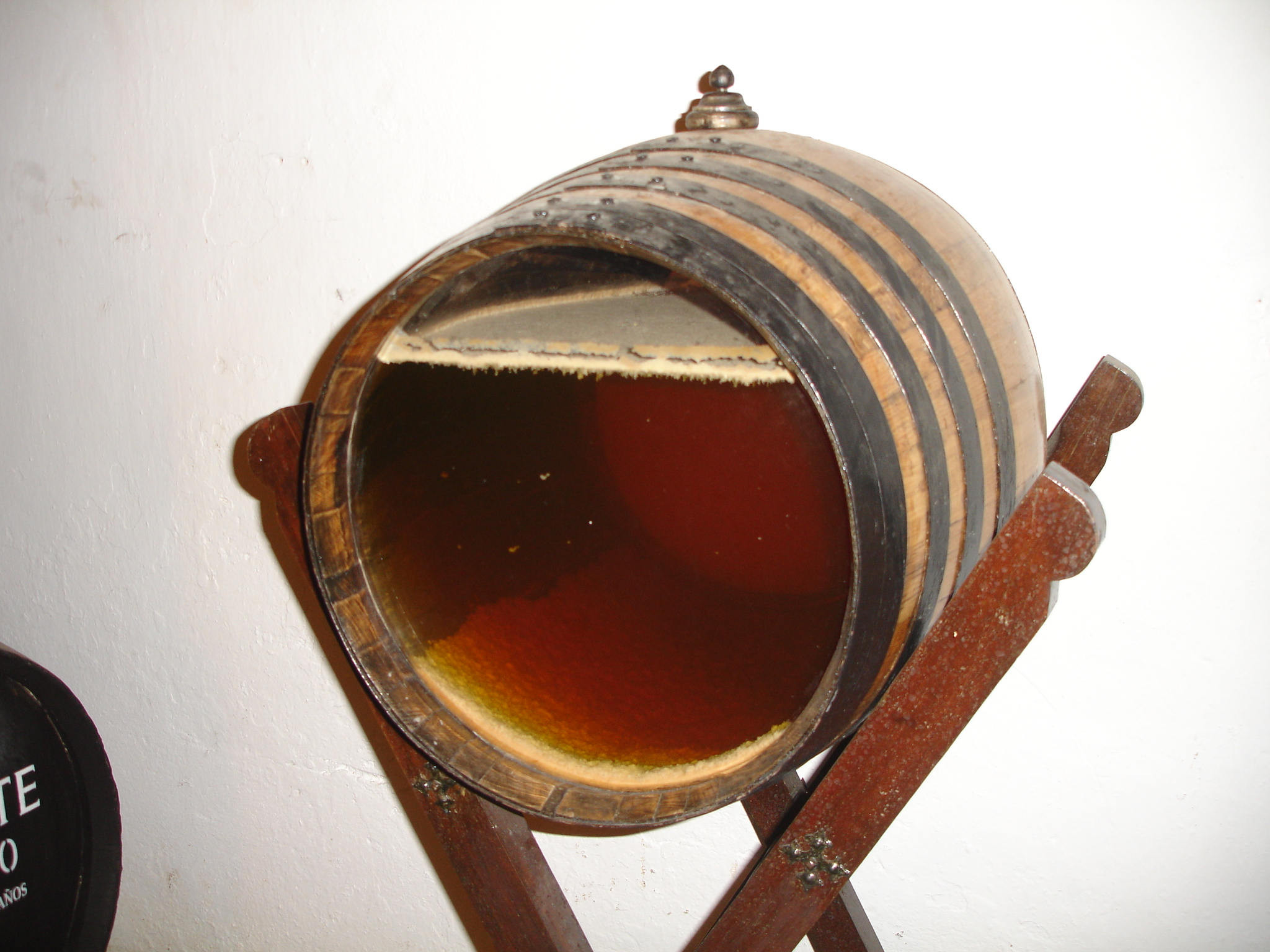
Bota con tapa de cristal para ver la Flor del Jerez
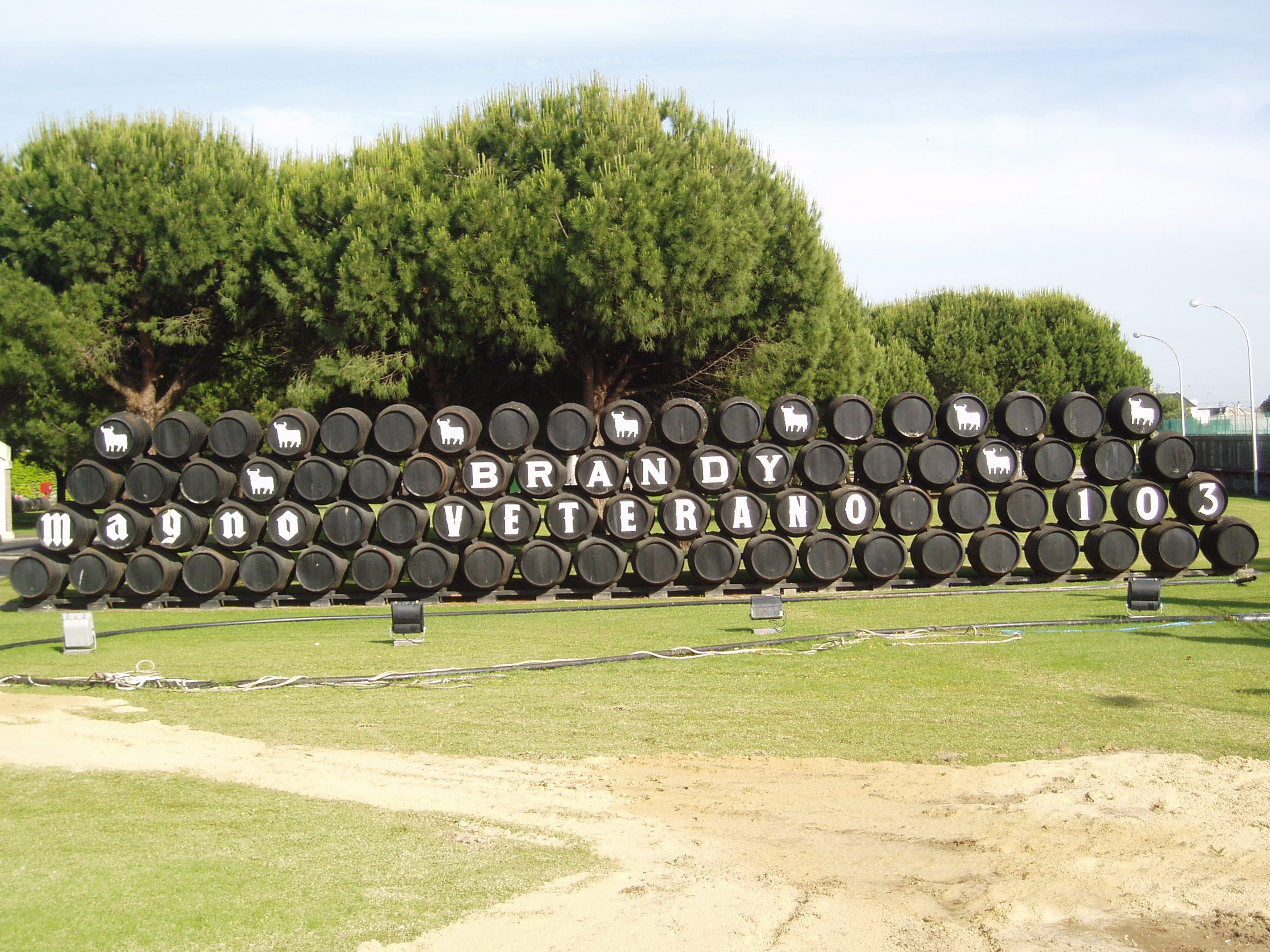
Botas con fines decorativos
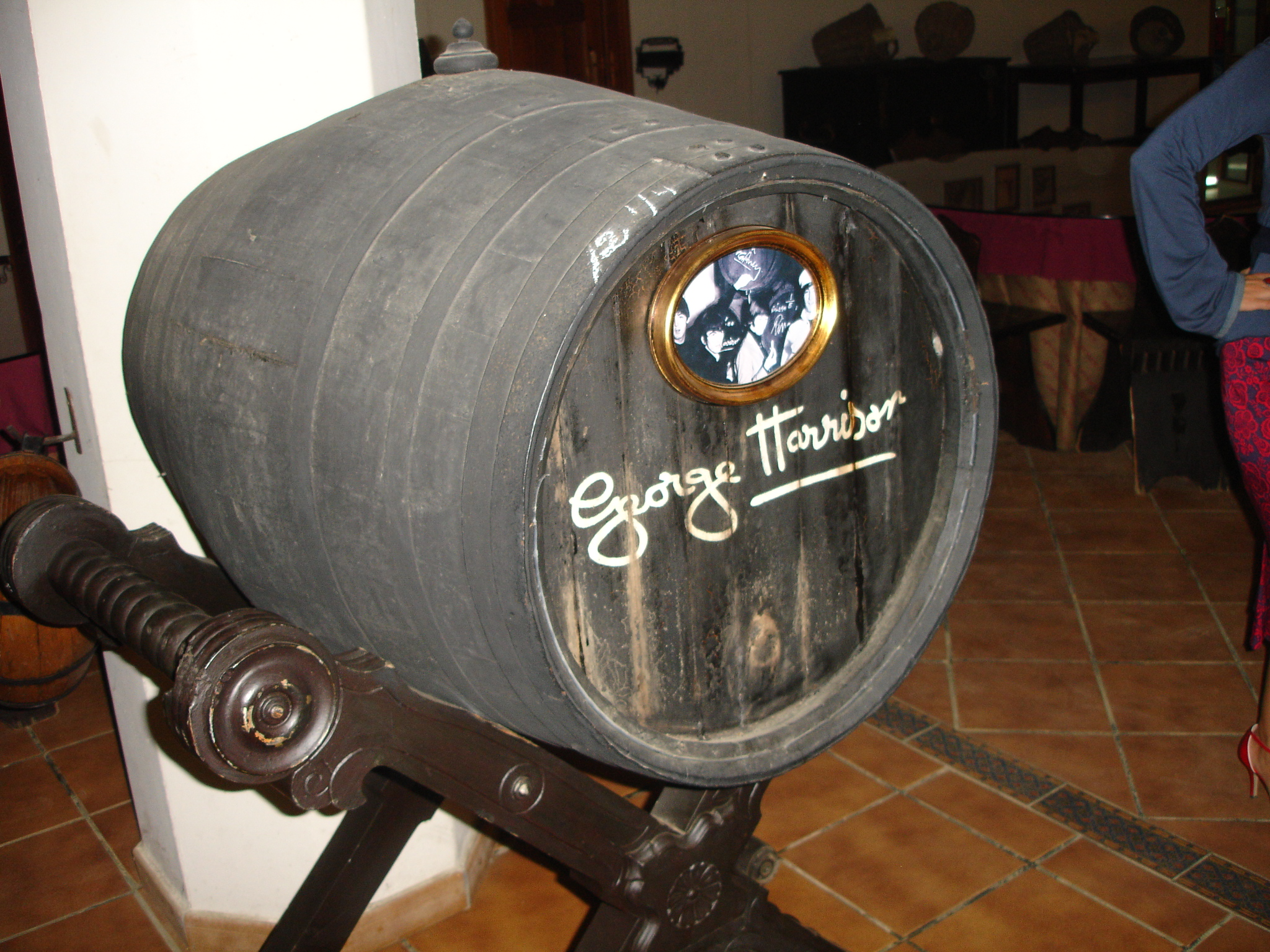
Bota firmada por George Harrison

## Oficio de tonelero

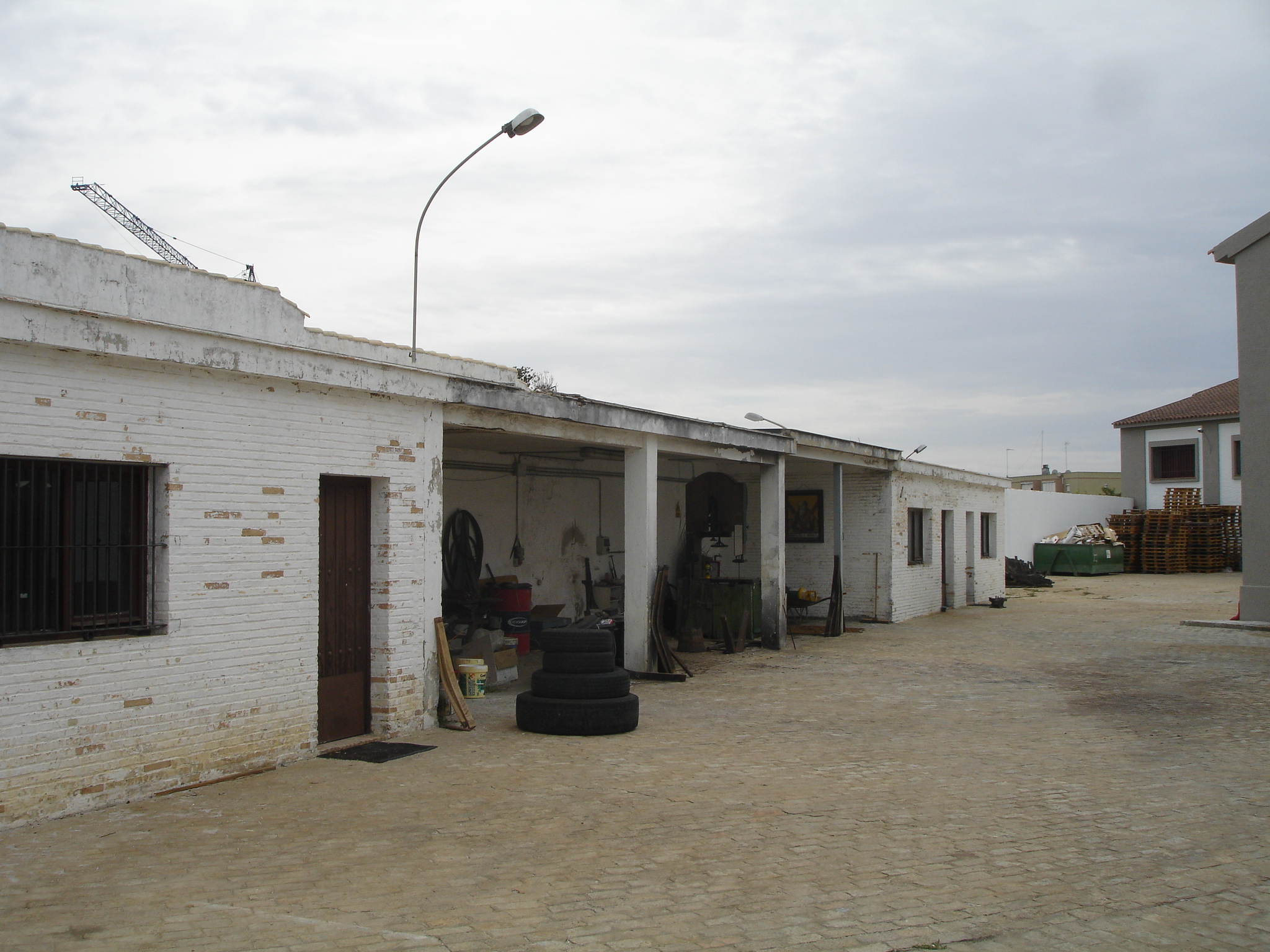
Taller de reparación de botas en Jerez de la Frontera. Al fondo se observa una imagen de San Andrés, patrón de los toneleros

Antiguamente el oficio de tonelero en Jerez era de los más duros que se realizaban en las bodegas. Pero actualmente las botas pueden fabricadas de origen para rebajar costes, y el oficio ha estado varios años de declive (sólo para asuntos de muy alto nivel: botas muy concretas para celebraciones, pequeñas reparaciones de botas en buen estado, etc). Actualmente, sin embargo, hay iniciativas para recuperarlo a través de planes formativos para jóvenes.